# Звенигородські конгломерати
Звенигоро́дські конгломера́ти — геологічна пам'ятка природи місцевого значення в Україні. Об'єкт розташований на території міста Звенигородка Черкаської області, на південь від центральної частини міста. 
Площа 0,2 га. Статус отриманий згідно з рішенням ОВК від 14.04.1983 року № 205. Перебуває у віданні Звенигородської міської ради. 
Статус дано для збереження виходу на денну поверхню докембрійських конгломератових порід звенигородського комплексу. Звенигородські конгломерати утворюють мальовничий скельний масив на правому березі річки Гнилий Тікич.

## Галерея

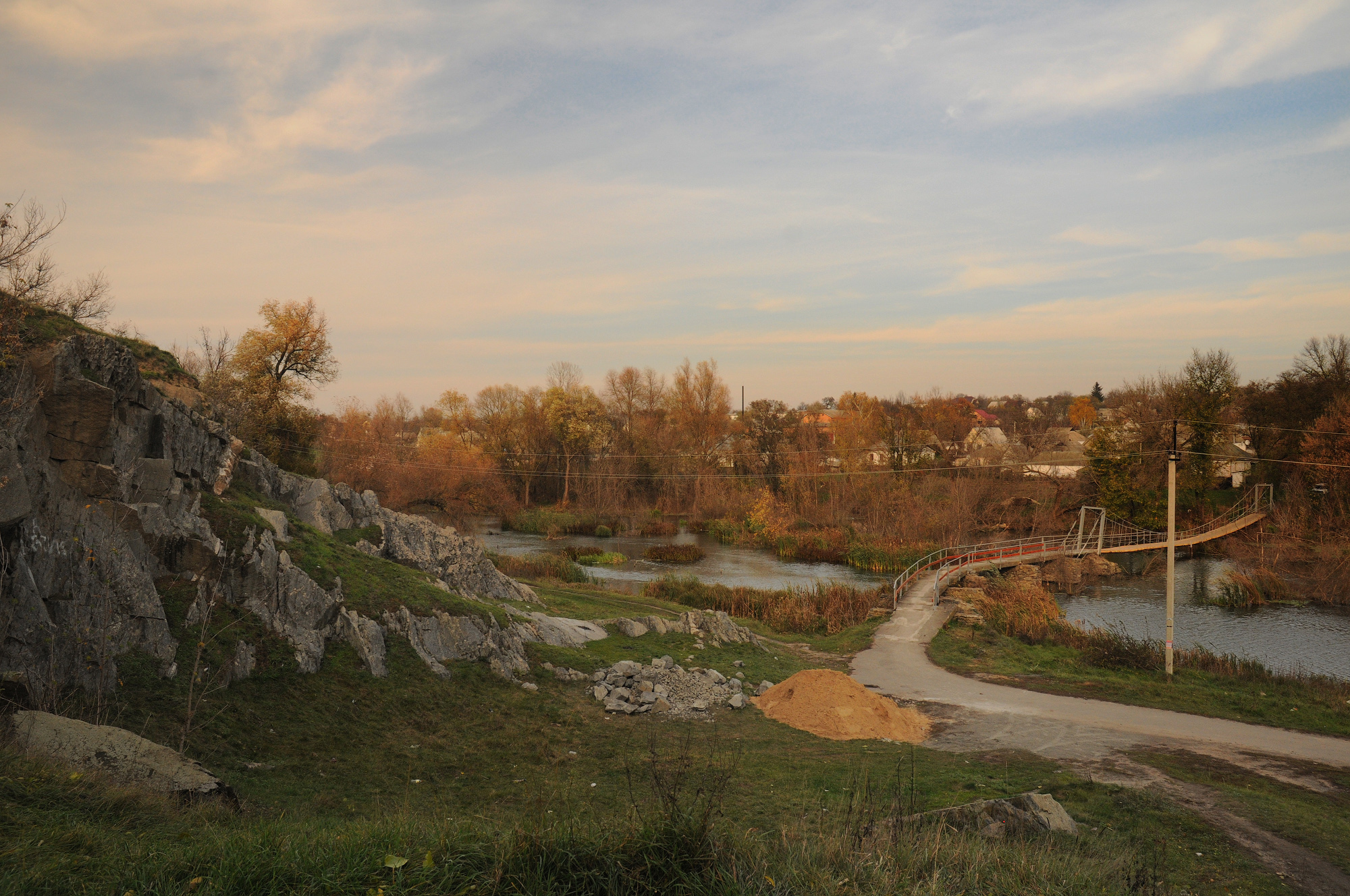
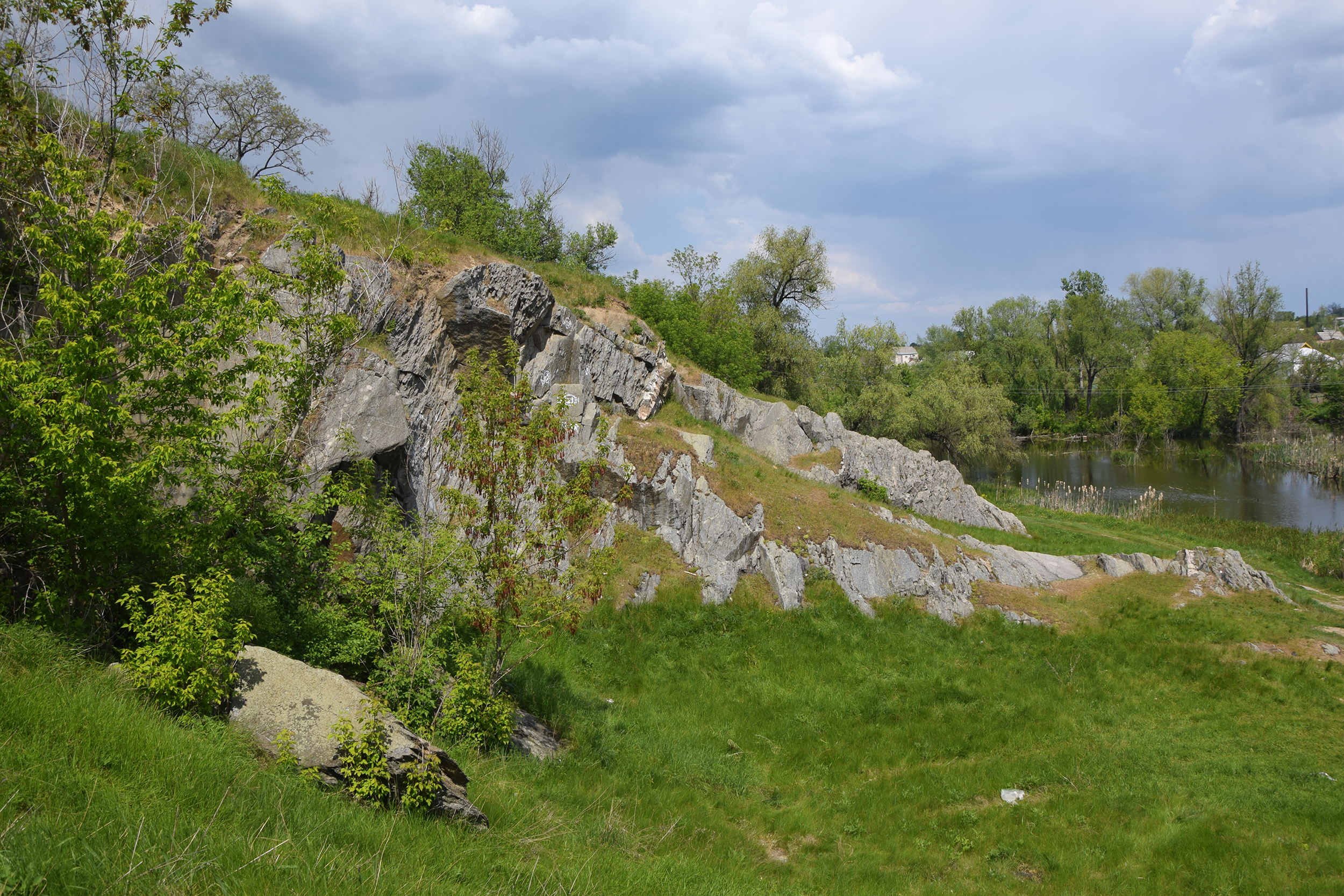
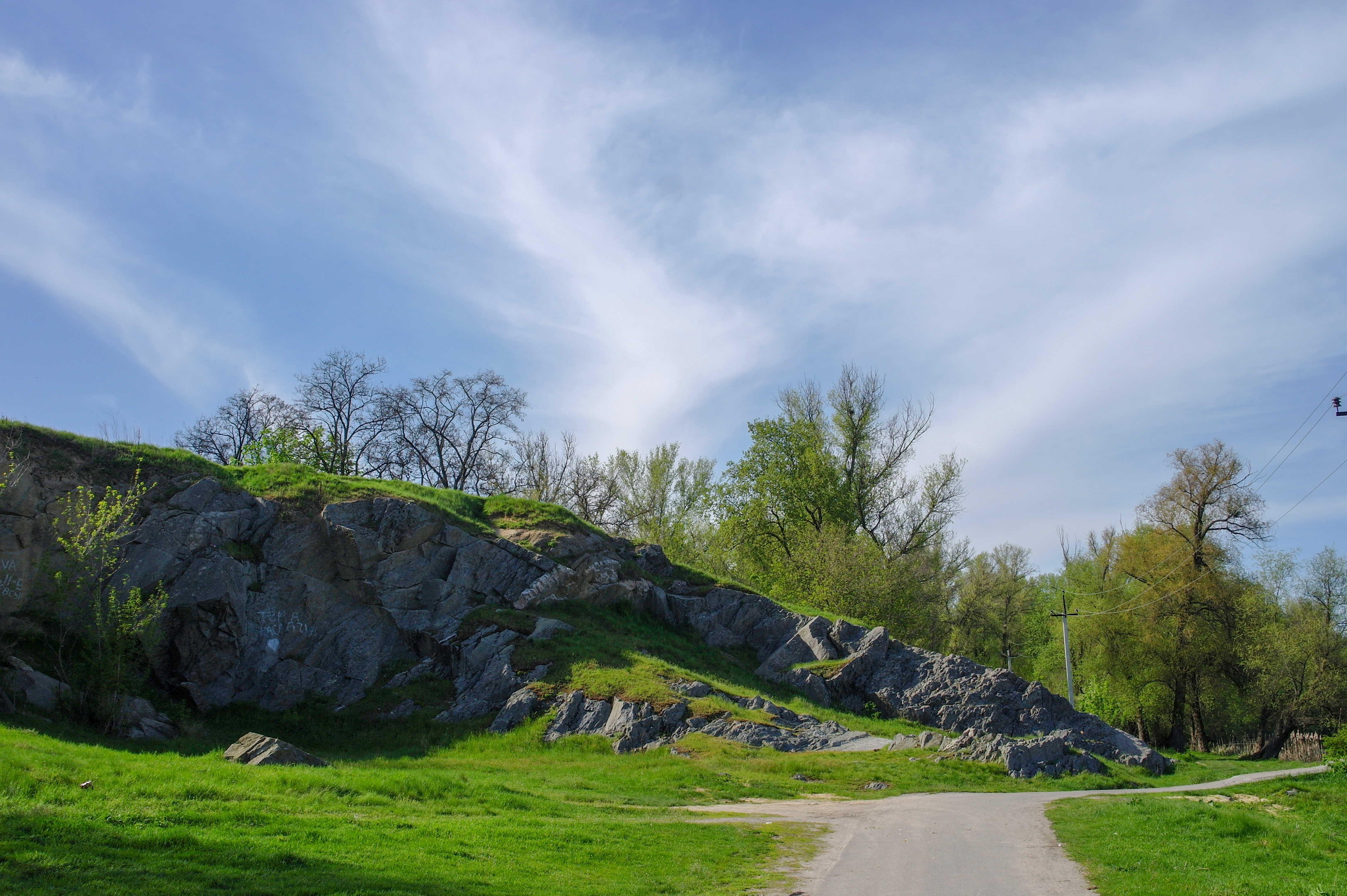